# Pareid
Pareid est une commune française située dans le département de la Meuse, en région Grand Est.

## Géographie

### Situation
La commune de Pareid fait partie de la région historique et culturelle de Lorraine et de la Communauté de communes du Territoire de Fresnes-en-Woëvre.

#### Communes limitrophes
| Hennemont | Villers-sous-Pareid | Villers-sous-Pareid |
| Maizeray  | Pareid              | Villers-sous-Pareid |
| Maizeray  | Maizeray            | Harville            |

### Hydrographie

#### Réseau hydrographique
La commune est dans le bassin versant du Rhin au sein du bassin Rhin-Meuse. Elle est drainée par le ruisseau de Bertrampont et le ruisseau de la Fontaine des Bussières,.
Le ruisseau de Bertrampont, d'une longueur de 10 km, prend sa source dans la commune de Ville-en-Woëvre et se jette  dans le ru de Butel à Parfondrupt, après avoir traversé trois communes. 

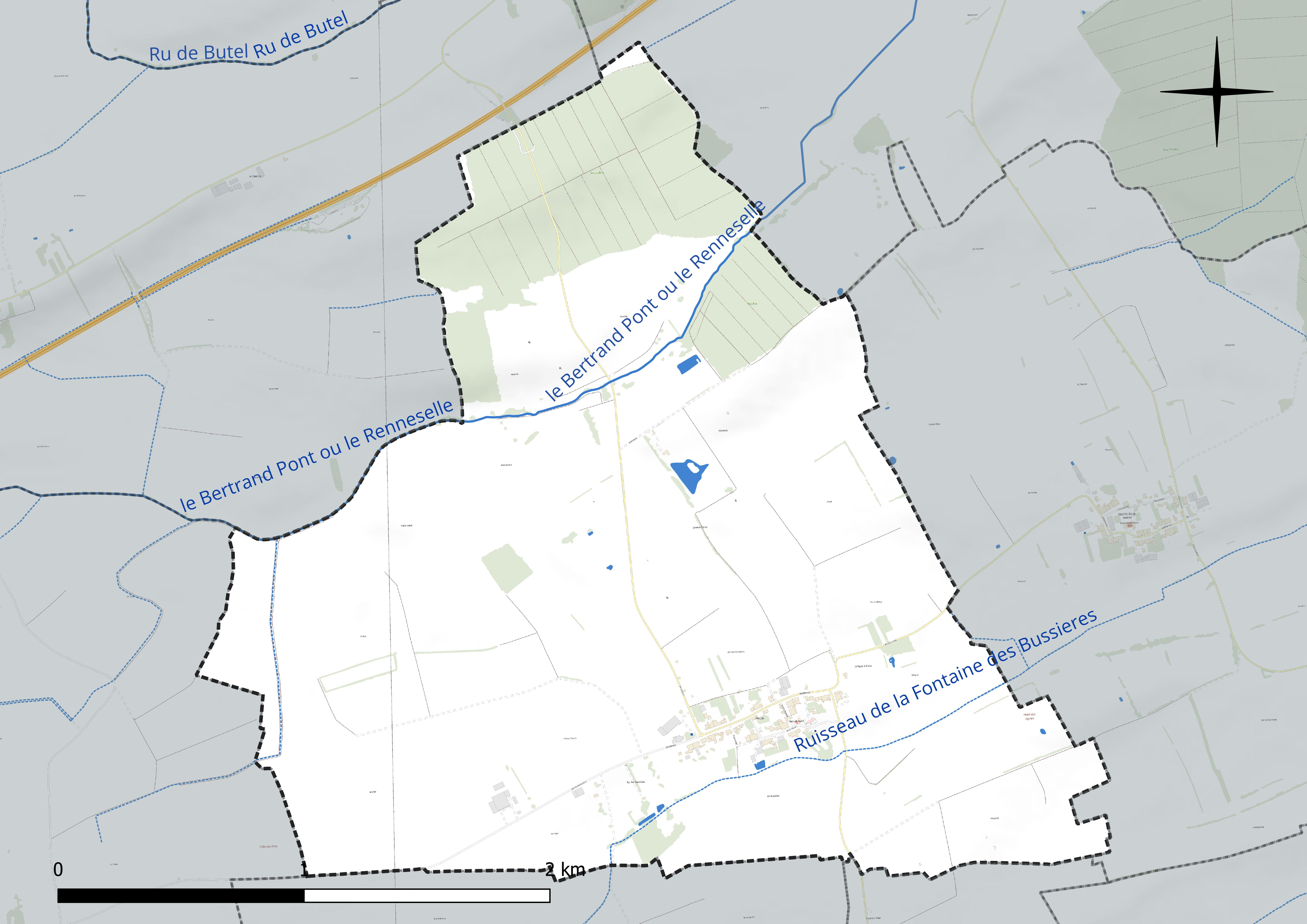
Réseau hydrographique de Pareid.

#### Gestion et qualité des eaux
Le territoire communal est couvert par le schéma d'aménagement et de gestion des eaux (SAGE) « Bassin ferrifère ». Ce document de planification concerne le périmètre des anciennes galeries des mines de fer, des aquifères et des bassins versants hydrographiques associés qui s’étend sur 2 418 km2. Les bassins versants concernés sont celui de la Chiers en amont de la confluence avec l'Othain, et ses affluents (la Crusnes, la Pienne, l'Othain), celui de l'Orne et ses affluents et celui de la Fensch, le Veymerange, la Kiesel et les parties françaises du bassin versant de l'Alzette et de ses affluents (Kaylbach, ruisseau de Volmerange). Il a été approuvé le 27 mars 2015. La structure porteuse de l'élaboration et de la mise en œuvre est la région Grand Est. 
La qualité des cours d’eau peut être consultée sur un site dédié géré par les agences de l’eau et l’Agence française pour la biodiversité. 

### Climat
Pour des articles plus généraux, voir Climat du Grand Est et Climat de la Meuse.
En 2010, le climat de la commune est de type climat des marges montargnardes, selon une étude du Centre national de la recherche scientifique s'appuyant sur une série de données couvrant la période 1971-2000. En 2020, Météo-France publie une typologie des climats de la France métropolitaine dans laquelle la commune est dans une zone de transition entre le climat océanique altéré et le climat océanique altéré et est dans la région climatique  Lorraine, plateau de Langres, Morvan, caractérisée par un hiver rude (1,5 °C), des vents modérés et des brouillards fréquents en automne et hiver. 
Pour la période 1971-2000, la température annuelle moyenne est de 9,7 °C, avec une amplitude thermique annuelle de 16,4 °C. Le cumul annuel moyen de précipitations est de 873 mm, avec 12,9 jours de précipitations en janvier et 9,2 jours en juillet. Pour la période 1991-2020, la température moyenne annuelle observée sur la station météorologique de Météo-France la plus proche, « Bonzée_sapc », sur la commune de Bonzée à 9 km à vol d'oiseau, est de 10,6 °C et le cumul annuel moyen de précipitations est de 783,7 mm. 
La température maximale relevée sur cette station est de 40,6 °C, atteinte le 24 juillet 2019 ; la température minimale est de −17,3 °C, atteinte le 7 février 2012,,. 
Les paramètres climatiques de la commune ont été estimés pour le milieu du siècle (2041-2070) selon différents scénarios d'émission de gaz à effet de serre à partir des nouvelles projections climatiques de référence DRIAS-2020. Ils sont consultables sur un site dédié publié par Météo-France en novembre 2022.

## Urbanisme

### Typologie
Au 1er janvier 2024, Pareid est catégorisée commune rurale à habitat dispersé, selon la nouvelle grille communale de densité à sept niveaux définie par l'Insee en 2022.
Elle est située hors unité urbaine et hors attraction des villes,.

### Occupation des sols
L'occupation des sols de la commune, telle qu'elle ressort de la base de données européenne d’occupation biophysique des sols Corine Land Cover (CLC), est marquée par l'importance des territoires agricoles (81,8 % en 2018), une proportion sensiblement équivalente à celle de 1990 (81,2 %). La répartition détaillée en 2018 est la suivante : 
terres arables (74,6 %), forêts (14 %), prairies (7,2 %), zones urbanisées (4,3 %). L'évolution de l’occupation des sols de la commune et de ses infrastructures peut être observée sur les différentes représentations cartographiques du territoire : la carte de Cassini (XVIIIe siècle), la carte d'état-major (1820-1866) et les cartes ou photos aériennes de l'IGN pour la période actuelle (1950 à aujourd'hui).

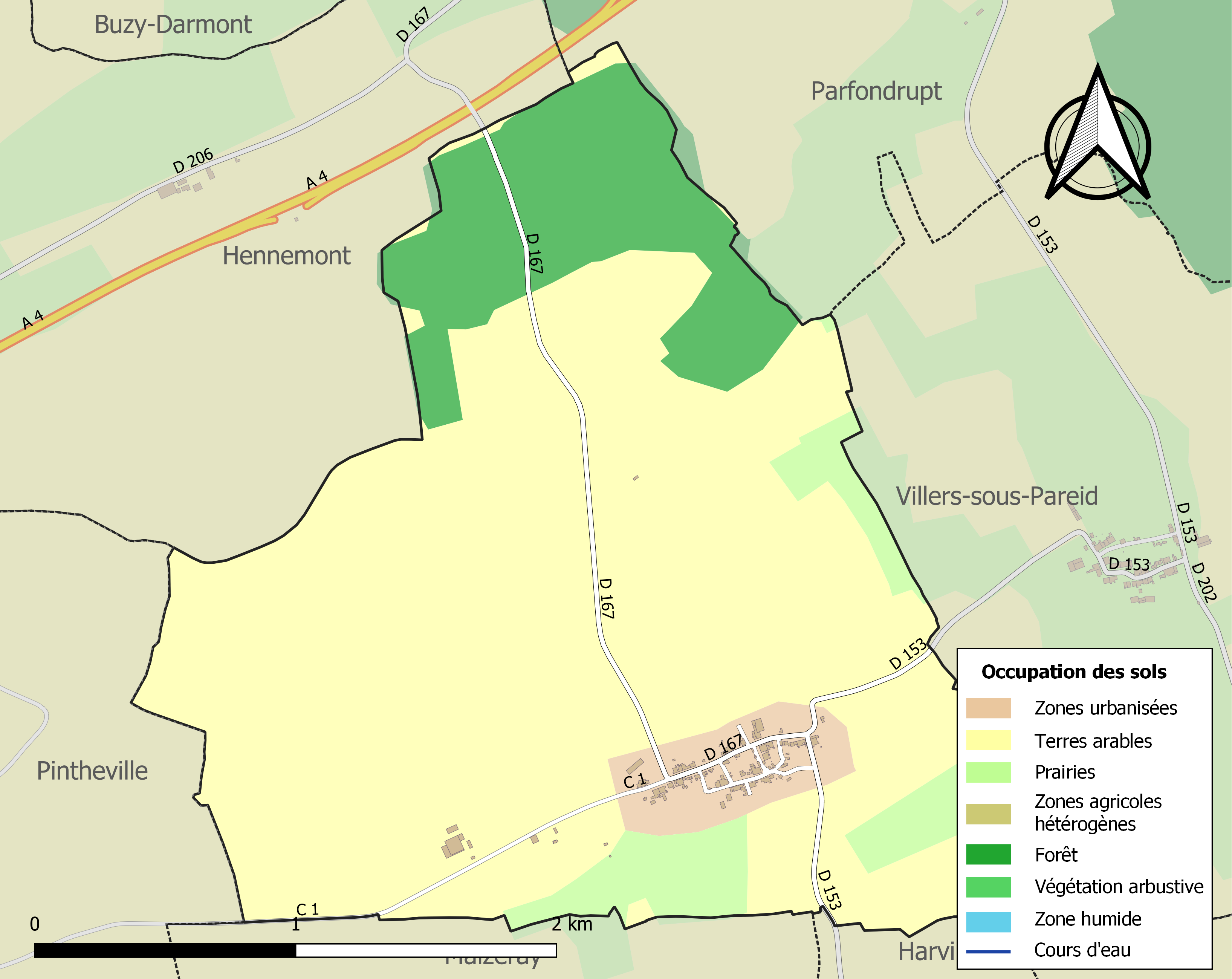
Carte des infrastructures et de l'occupation des sols de la commune en 2018 (CLC).

## Toponymie
Anciennes mentions : Pararicum (701) ; Parrida (952) ; Parridum (952) ; Paridum (Xe siècle) ; Pararium (1049) ; Parois (1223) ; Pareis (1253) ; Parers (1315) ; Parrey (1315) ; Parey (1317) ; Parex, Parez-en-Woyvre (1549) ; Parey-en-Voipvre (1564) ; Parecium (1580) ; Pareys (1642) ; Parreys (1656) ; Pareid (1793).
Issu du latin paries : « parois, clôture », en langue d'oïl, pareit « paroi », désignant un mur de clôture ou de bâtiment, probablement au sens collectif pour désigner des maisons en ruines dont il ne reste que les murs.

## Histoire
Faisait partie du Barrois non mouvant avant 1790, dans le bailliage d'Étain. Elle était rattachée au diocèse de Verdun.

## Politique et administration
| Période                                  | Période                   | Identité                                          | Étiquette | Qualité |
| ---------------------------------------- | ------------------------- | ------------------------------------------------- | --------- | ------- |
| Les données manquantes sont à compléter. |                           |                                                   |           |         |
| avant 1981                               | ?                         | Roger Menusier                                    | DVG       |         |
| mars 2001                                | mars 2014                 | Georges Thiry                                     |           |         |
| mars 2014                                | En cours (au 25 mai 2020) | Christian Giannini Réélu pour le mandat 2020-2026 |           |         |

## Population et société

### Démographie
L'évolution du nombre d'habitants est connue à travers les recensements de la population effectués dans la commune depuis 1793. Pour les communes de moins de 10 000 habitants, une enquête de recensement portant sur toute la population est réalisée tous les cinq ans, les populations de référence des années intermédiaires étant quant à elles estimées par interpolation ou extrapolation. Pour la commune, le premier recensement exhaustif entrant dans le cadre du nouveau dispositif a été réalisé en 2006.

En 2022, la commune comptait 111 habitants, en évolution de −7,5 % par rapport à 2016 (Meuse : −4,4 %, France hors Mayotte : +2,11 %).
| 1793 | 1800 | 1806 | 1821 | 1831 | 1836 | 1841 | 1846 | 1851 |
| ---- | ---- | ---- | ---- | ---- | ---- | ---- | ---- | ---- |
| 351  | 381  | 422  | 360  | 374  | 344  | 349  | 366  | 368  |

| 1856 | 1861 | 1866 | 1872 | 1876 | 1881 | 1886 | 1891 | 1896 |
| ---- | ---- | ---- | ---- | ---- | ---- | ---- | ---- | ---- |
| 345  | 350  | 329  | 310  | 285  | 285  | 271  | 258  | 243  |

| 1901 | 1906 | 1911 | 1921 | 1926 | 1931 | 1936 | 1946 | 1954 |
| ---- | ---- | ---- | ---- | ---- | ---- | ---- | ---- | ---- |
| 223  | 209  | 210  | 119  | 160  | 161  | 157  | 154  | 165  |

| 1962 | 1968 | 1975 | 1982 | 1990 | 1999 | 2006 | 2011 | 2016 |
| ---- | ---- | ---- | ---- | ---- | ---- | ---- | ---- | ---- |
| 142  | 132  | 112  | 102  | 93   | 79   | 108  | 119  | 120  |

| 2021 | 2022 | - | - | - | - | - | - | - |
| ---- | ---- | - | - | - | - | - | - | - |
| 113  | 111  | - | - | - | - | - | - | - |

## Culture locale et patrimoine

### Lieux et monuments
- Église Saint-Rémy, église fortifiée fort endommagée en 1914-1918, et restaurée : combles surélevés, clocher couronné de hourd, tour XIIe siècle, inscription sur marbre noir. Le chœur de l'époque ogivale du XIVe siècle, la nef est du XVe siècle, la tour a été construite à l'époque romane du XIIe siècle. Cet édifice est classé au titre des monuments historiques depuis 1911[22].

### Héraldique, logotype et devise
| Blason de Pareid | Blason  | Coupé haussé : au 1, d’azur, à deux croisettes recroisetées aux pieds fichés d’or ; au 2, de gueules, à la colombe fondant en pal d’argent, tenant dans son bec une ampoule d’or, accostée de deux flèches versées d’or ; le tout enfermé dans une filière du même. |
| Blason de Pareid | Détails | Création Robert Louis et Dominique Lacorde adoptée par la municipalité le 04 mars 2022. |

A retrouver sur : Armorial des communes de la Meuse